# Museo Arqueológico de Cabra
El Museo Arqueológico de Cabra (MAC) es un museo municipal ubicado en la ciudad de Cabra, en la provincia de Córdoba, España. Se trata del museo municipal más antiguo de la provincia, creado por orden ministerial el 15 de enero de 1973 a raíz de las numerosas esculturas y mosaicos romanos aparecidos durante las excavaciones de la Villa del Mitra, a petición del Ayuntamiento de Cabra unos meses antes; aunque el museo no fue inaugurado hasta 1992.

## Historia

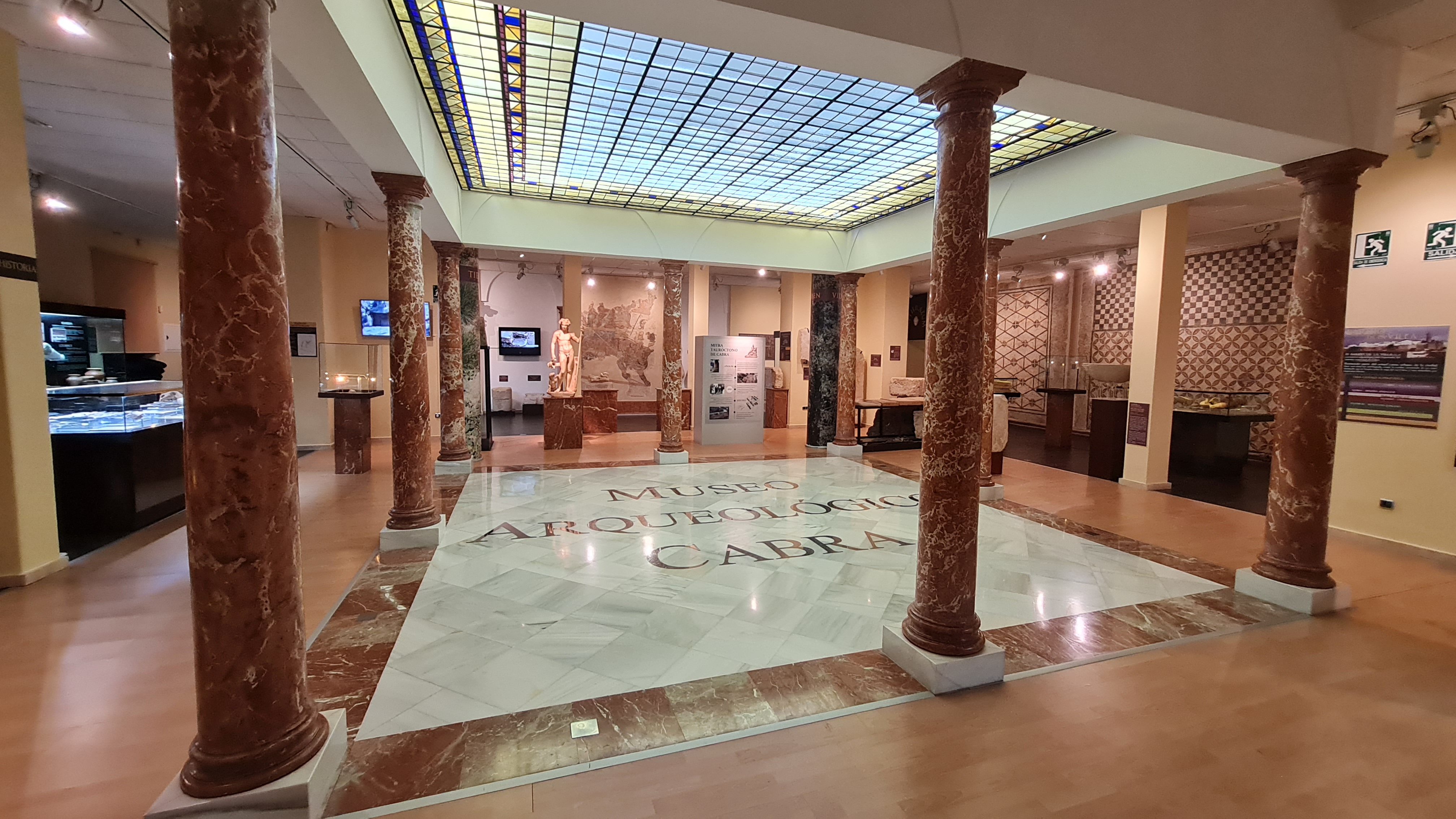
El interior del museo con las columnas de jaspe rojo de Cabra.

El descubrimiento casual de la romana Villa del Mitra en 1952 fue un punto de inflexión sobre la conservación de los restos arqueológicos municipales. No obstante, la pieza más célebre de este yacimiento, el Mitra de Cabra, fue trasladado al Museo Arqueológico de Córdoba debido a la inexistencia de un museo municipal. Con nuevas apariciones de mosaicos y estatuas en el mismo lugar en 1972, se decidió la creación del mismo para evitar que más bienes salieran del municipio. De este modo, se solicitó la creación al Gobierno, y el 15 de enero de 1973 el Ministerio de Educación y Ciencia aprueba la creación del Museo Arqueológico de Cabra.
A pesar de la creación de la nueva institución, y de la conservación de las piezas, no fue hasta el 23 de junio de 1992 cuando el Museo pudo abrir sus puertas al público en la Casa de la Cultura. La dirección del Museo entre 1996 y 2004 corrió a cargo del alcaudetense Julián García García, arqueólogo que había dirigido las excavaciones de la Villa del Mitra, quien restauró y expuso los mosaicos del yacimiento, así como cerámica orientalizante o un triente visigodo del rey Égica (r. 687-702) acuñado en Cabra. En 2006 la gestión del museo pasó a Arqueobética S.L. y su dirección al prieguense Antonio Moreno Rosa, quien lo ha dirigido desde entonces.

### Restauración
El Museo cerró sus puertas en diciembre de 2008 para una profunda restauración que duró unos años hasta su reinauguración el 28 de febrero de 2015, coincidiendo con el Día de Andalucía. La remodelación trajo novedades como la mejora de la accesibilidad, la recreación de un mitreo, un espacio dedicado al culto del dios Mitra, la reorganización absoluta de la colección, así como la instalación de una sala para videos explicativos, entre otras mejoras.

## Colecciones

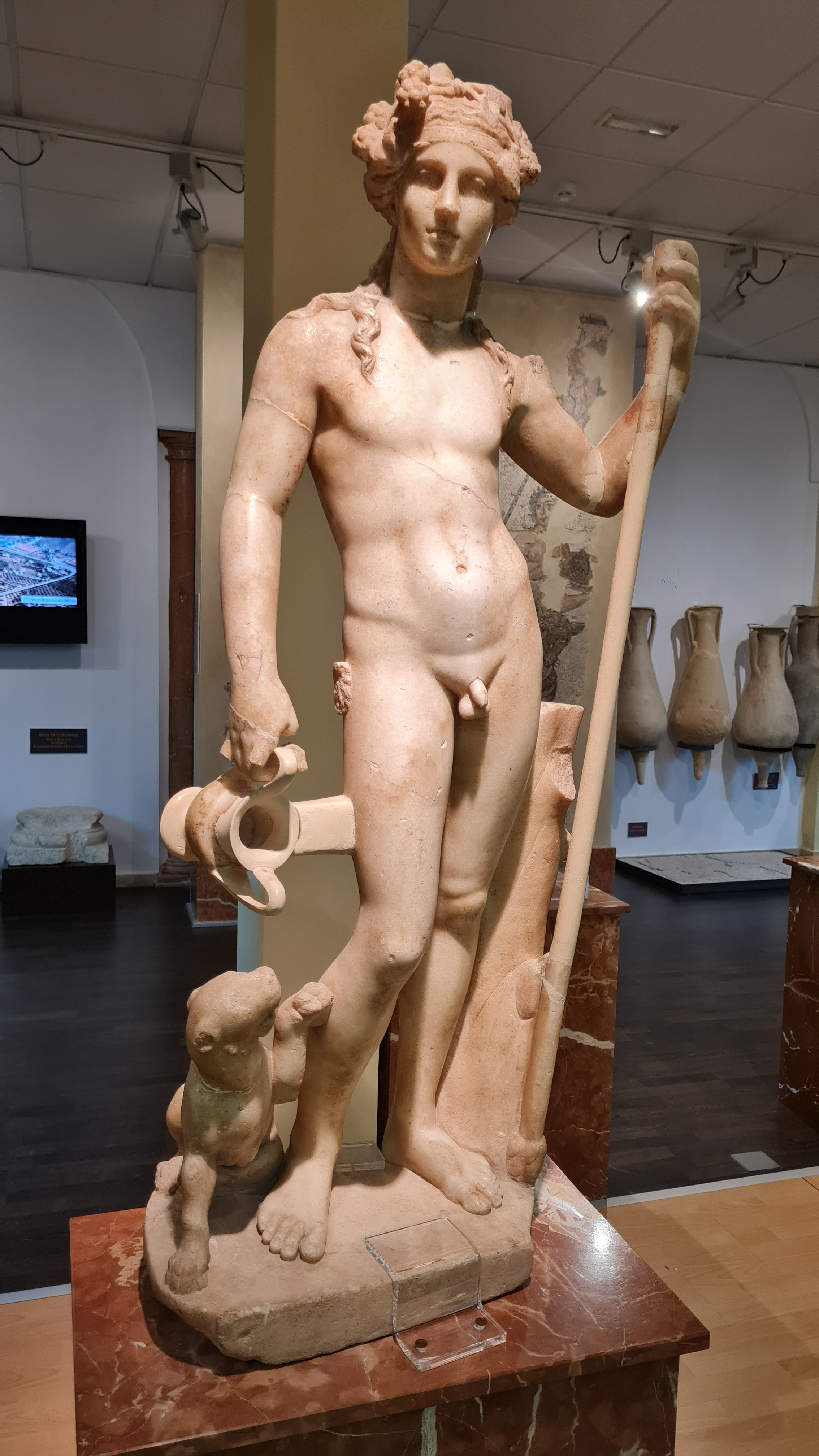
El dios Baco con pantera descubierto en la villa romana del Mitra.

### Prehistoria e íberos
El Museo alberga una colección que trascurre prácticamente por todos los periodos históricos. Referente a la prehistoria se puede observar un gran número de piezas de las cuevas de la Mina de Jarcas, Llanos de Jarcas y de la Fuente del Río; además de restos óseos humanos con pigmentación rojiza provenientes de la Necrópolis de la Beleña, yacimiento descubierto en 2015 y que continuó integrando nuevos elementos en concordancia a las excavaciones.
En una sala diferente se muestran una serie de cerámicas orientalizantes adquiridas en el año 2000 al coleccionista Francisco Cabello Mohedano por 6 millones de pesetas, importe que Cabello se gastó en su restauración en la Universidad Autónoma de Madrid; aunque se desconoce su procedencia, pertenecen a los siglos VII-VI antes de Cristo y se componen de siete urnas y un ánfora decoradas con motivos polícromos tanto de figuras vegetales como de grifos, leones y esfinges. Estas piezas se utilizaron como recipientes funerarios de cenizas de varias cremaciones. Asimismo, de época íbera se exhiben objetos provenientes del Cerro de la Merced, un antiguo palacio íbero del siglo II a. C. que comenzó a excavarse en 2012 y que se abrió al público a finales de 2023.

### Antigua Roma
Perteneciente a la Antigua Roma se puede observar un pedestal con una inscripción que indica que Marco Aelio Niger donó una escultura al dios Apolo cuando los hispanos obtuvieron la ciudadanía romana con el Edicto de Latinidad de Vespasiano (año 75 d. C.), que se encontraría en el foro romano de la ciudad, al que probablemente también perteneció una basa romana. Además, el 18 de mayo de 2018 en el Día Internacional de los Museos se donó un herma dedicado al dios Dioniso, mientras que el 20 de mayo de 2019 también se donó un ara dedicada a la diosa prerromana Daeva, hallada en 1980 durante la excavación de un pozo en la plaza de Santa María la Mayor del barrio del Cerro.Desde el 8 de enero de 2025 se cedió desde el Museo Arqueológico de Córdoba al museo durante cinco años prorrogables el Nilo de Igabrum, escultura romana hallada en el término municipal.

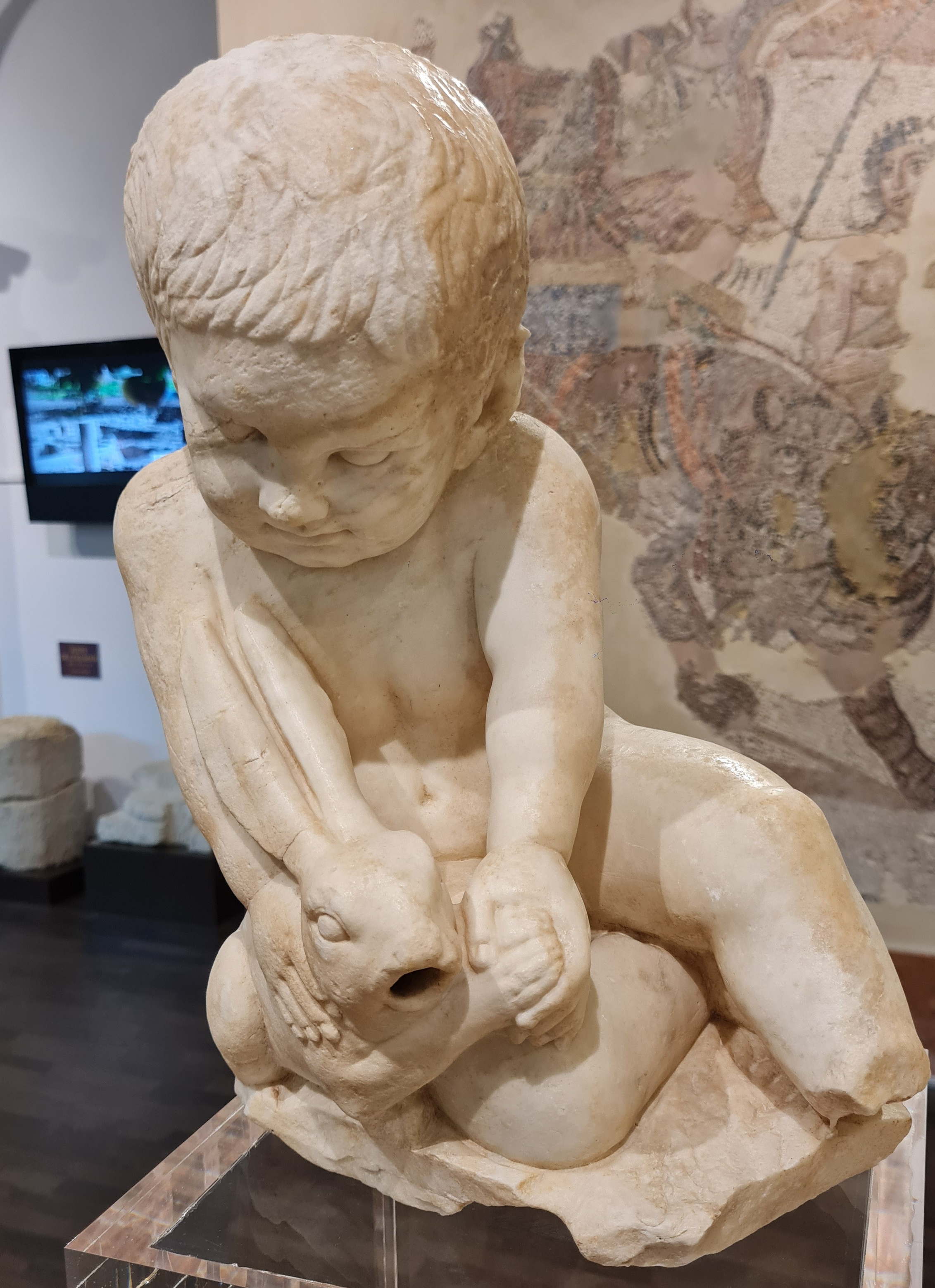
El Niño con liebre es una de las piezas más relevantes del museo, proveniente del yacimiento romano de la Villa del Mitra.

No obstante, la colección más relevante pertenece al ya mencionado yacimiento de la villa del Mitra, villa romana a las afueras del núcleo urbano y de la que provienen piezas tan relevantes como el Niño con liebre, que estuvo en posesión durante muchos años de la familia del ministro franquista egabrense José Solís Ruiz. La liebre tiene un gran agujero circular en su boca que es por donde saldría el agua, por lo que sería una fuente. Se adquirió en el año 2014 y lleva expuesta en el museo desde su reapertura en febrero de 2015. Otras piezas relacionadas serían las imágenes marmóreas de Dioniso o el Eros dormido, relacionado con ambientes acuáticos como termas, o en este caso, el jardín de la villa. Además, los mosaicos romanos encontrados, de una gran calidad y técnica, se encuentran expuestos tanto en las paredes como el patio del museo. Aunque el Mitra de Cabra se encuentra expuesto en el Museo Arqueológico de Córdoba, existe una copia realizada por el Museo Nacional de Reproducciones Artísticas del siglo XX.

### Medievo
Relativo a la Antigüedad tardía se exhibe el ajuar de la necrópolis de La Benita (siglos V-VI), yacimiento de 49 tumbas y 55 individuos hallado por casualidad en septiembre de 2006 cuando se realizaron unos trabajos de canalización hidráulica. De esta época también encontramos la réplica de la lápida de Euresius, cuya original fue encontrada en 1975 en el cortijo de Villanueva la Baja, a unos 8 kilómetros de Cabra, y desde 1983 está expuesta en el restaurante Mirador de Morayma en Granada. Perteneciente a un aristócrata visigodo de la mitad del siglo VII; algunos historiadores han supuesto que podría tratarse del conde Euredus, quien suscribió el VIII Concilio de Toledo en el año 653, aunque lo más probable es que fuera un comes o dux de la ciudad.
Una de las piezas claves de esta época es el triente del rey visigodo Égica acuñado en Cabra a finales del siglo VII (solo once ciudades béticas acuñaron en el Reino visigodo de Toledo); mientras que de época islámica encontramos cerámica, candiles y monedas, así como una maqueta de la torre de la Atalaya, datada entre los siglos XII-XIV.

## Casa de la Cultura
El edificio que alberga el Museo fue construido en 1921 como residencia burguesa de la familia de Martín Belda. Sin embargo, en 1929 Francisco José Belda, III marqués de Cabra, le vendió el edificio al Banco de España, en la que él mismo tenía el cargo de subgobernador en ese momento, para albergar una de sus sedes, proyecto que fue realizado por el arquitecto pamplonés José Yárnoz Larrosa.
El edificio permaneció con dicho uso durante casi cinco décadas hasta el 31 de mayo de 1978. Dos años después se convirtió en Casa de la Cultura y almacenó las piezas museísticas a partir de 1984, tras su traslado desde el edificio del ayuntamiento, quedando inaugurado íntegramente el 23 de junio de 1992. La Casa de la Cultura actualmente se divide en dos: en la planta baja se encuentra el museo y en las plantas superiores la biblioteca municipal. El Patio de Columnas, la sala principal del museo, es llamado así por sus diez columnas de jaspe rojo veteado que dan forma al patio tan característico en el que se suelen celebrar reuniones, charlas y coloquios relacionados con la historia, el arte o la cultura en general.